# Ugo Canefri
Ugo Canefri, o Sant'Ugo da Genova (... – Genova, 8 ottobre 1233), è stato un religioso italiano che dedicò quasi tutta la sua vita alla cura degli infermi a Genova. È venerato come santo dalla Chiesa cattolica.

## Biografia
Le fonti storiche più vicine a Sant'Ugo non menzionano il nome del casato, parlando solo di un "Ugo" o "Ugone", forse originario della Francia: nessun cenno su Alessandria, né sul cognome. La tradizione che lo vuole originario di Gamondio (o comunque della zona in cui Alessandria fu fondata proprio negli anni della sua probabile nascita), figlio di un Arnoldo Canefri e della genovese Valentina Fieschi, sorella del futuro papa Innocenzo IV, ha in realtà una data di nascita ben precisa, di cinque secoli posteriore alla sua morte. La prima menzione dell'origine e del cognome si trova infatti in un'opera a stampa di metà Settecento sui santi legati ai territori di Casa Savoia, e tale menzione è basata, come esplicitamente si afferma, su numerose informazioni e documenti forniti dal conte Cesare Nicola Canefri, noto falsario alessandrino, che si "impossessò" così del santo melitense. La falsificazione fu quindi recepita e amplificata dalla voce su Alessandria del marchese Carlo Guasco, più tarda di una quindicina d'anni, nell'enciclopedia Delle città d'Italia dell'Orlandi e poi, un secolo dopo, trovò la sua consacrazione nella monografia del Persoglio, ripetendosi fino ad oggi.
Partecipò alla terza crociata assieme a Corrado del Monferrato e a Guala Bicchieri console di Vercelli.
Entrò nell'Ordine dei Cavalieri Gerosolimitani di San Giovanni, oggi Sovrano militare ordine di Malta, e, poco più che ventenne, fu destinato all'Ospedale della Commenda di San Giovanni di Pré a Genova. Abbandonò così l'armatura per vestire il camice di infermiere. Prestò servizio per oltre cinquant'anni.
La tradizione gli attribuisce diversi miracoli legati all'acqua: far scaturire una sorgente da una roccia per permettere alle lavandaie di lavare gli indumenti degli ammalati poveri; tramutare l'acqua in vino; salvare una nave in pericolo di naufragio al largo di Genova.
Poco dopo la morte, avvenuta nel 1233 verso gli 85 anni - se lo si considera nato nel 1148 -, la causa di canonizzazione venne istruita dall'arcivescovo di Genova Ottone Ghilini, per incarico di papa Gregorio IX.
Le risultanze del processo canonico sulle virtù o miracoli del santo costituiscono la fonte più certa di notizie su Ugo Canefri. Giacomo Bosio nella seconda edizione della "Historia della Religione et Ill.ma Militia di S. Giovanni Gerosolimitano, pubblicata a Roma nel 1629 ha scritto: "S. Ugone era di corpo piccolo e magro; vestiva pelli, portava sopra le nude carni il cilizio, e dormiva sopra una tavola, abbasso all'ospedale, in quella parte che guardava la marina. In questi ed altri esercizi si occupava egli servendo a' poveri con carità grandissima, dando egli con amor grande le cose necessarie, e talora anche con profondissima umiltà lavando loro i piedi con le proprie mani, e andava a seppellire i morti. Era Frate dello Spedale di Genova, portando la croce esteriormente nel petto, come interiormente l'avea scolpita nel cuore. Cingevasi una cintura di erro sulle carni; digiunava tutto l'anno in cibi quadragesimali, e per trattare più aspramente il corpo suo, non mangiava cosa alcuna cotta, in quaresima. Quando diceva l'uffizio, mostrava gran fervore; e quando stava a udire la Messa, fu più volte sollevato da terra, in modo tale che mentre era ancor vivo era onorato da tutti e universalmente tenuto per Santo".

## Culto
Il suo culto è particolarmente sentito ad Alessandria, Genova e presso l'Ordine di Malta.
La sua memoria liturgica ricorre l'8 ottobre per il Martirologio Romano e a Malta. Il 19 ottobre a Genova.